# Lackey Place
Lackey Place – obszar niemunicypalny w Kern County, w Kalifornii (Stany Zjednoczone), na wysokości 1158 m.